# Làm lại cuộc đời
ReLIFE (リライフ Riraifu) là một phim điện ảnh tình cảm, lãng mạn của Nhật Bản năm 2017 do Furusawa Takeshi đạo diễn, Yao Kasumi và Satoyoshi Yuya sản xuất, và Aso Kumiko viết kịch bản. Đây là phiên bản live-action chuyển thể từ bộ web manga cùng tên của họa sĩ Yayoiso. Phim có sự tham gia diễn xuất của Nakagawa Taishi, Taira Yuna, Takasugi Mahiro, Ikeda Elaiza, Okazaki Sae và Chiba Yudai.
ReLIFE được công chiếu tại Nhật Bản vào ngày 15 tháng 4 năm 2017 bởi hãng Shochiku. Tại Việt Nam, phim được công chiếu trong khuôn khổ của Liên hoan phim Nhật Bản 2017 với suất chiếu đầu tiên vào ngày 28 tháng 10 năm 2017 dưới tựa đề Làm lại cuộc đời.

## Nội dung
Kaizaki Arata, sau năm tháng đi làm ở một công ty, vì bảo vệ một đồng nghiệp mà anh đã phải nghỉ việc và trở thành kẻ thất nghiệp ở tuổi 27, phải trang trải cuộc sống nhờ vào tiền trợ cấp từ ba mẹ. Một hôm trên đường về nhà sau khi say sưa với bạn bè, anh gặp một người lạ mặt xưng là Yoake Ryō. Yoake mời anh tham gia một dự án thí nghiệm mang tên "ReLIFE" trong vòng một năm. Anh được thuyết phục để uống một viên thuốc có khả năng làm khuôn mặt trẻ lại ở tuổi 17 và sống như học sinh cấp III bình thường, học phí khỏi lo đã có người đóng và sau khi tham gia dự án được một năm sẽ giới thiệu công việc cho làm. Sau khi kết thúc, mọi kí ức của học sinh, giáo viên xung quanh về Kaizaki Arata sẽ bị xóa sạch.
Thí nghiệm đã mang đến cho Kaizaki Arata những người bạn mới, trong đó có Hishiro Chizuru và nhận ra mình có tình cảm với cô. Nhưng chỉ một năm thôi, khi thí nghiệm này kết thúc, toàn bộ ký ức về anh trong Chizuru cũng sẽ bị xoá sạch.

## Diễn viên
- Nakagawa Taishi vai Kaizaki Arata[2]
- Taira Yuna vai Hishiro Chizuru[2]
- Takasugi Mahiro vai Ōga Kazuomi[2]
- Ikeda Elaiza vai Kariu Rena[2]
- Okazaki Sae vai Onoya An[2]
- Chiba Yudai vai Yoake Ryō[2]
- Ono Kenshō (khách mời)

## Âm nhạc
Bài hát chủ đề của bộ phim mang tên "Sakura", một bản hát lại của đĩa đơn phát hành năm 2005 của ban nhạc Ketsumeishi, được thể hiện bởi nữ ca sĩ Inoue Sonoko. Nakagawa Taishi, diễn viên thủ vai Kaizaki Arata trong phim, cũng thể hiện một đoạn rap trong bài hát này. Trong phim cũng có sự xuất hiện của bài hát "Message", cũng do Inoue Sonoko trình bày.

## Phát hành
Live-action ReLIFE được công chiếu tại Nhật Bản vào ngày 15 tháng 4 năm 2017 bởi hãng Shochiku. Tại Việt Nam, phim được công chiếu dưới tựa đề Làm lại cuộc đời, trong khuôn khổ của Liên hoan phim Nhật Bản 2017 với suất chiếu đầu tiên vào ngày 28 tháng 10 năm 2017. Phim cũng được công chiếu trong khuôn khổ Liên hoan phim Nhật Bản tại nhiều quốc gia khác như Indonesia, Malaysia và Úc.